# Műszeripari Kutató Intézet
A Műszeripari Kutató Intézetet (MIKI) 1950. július 1-jén alapították a hazai műszerfejlesztés és méréstechnikai kutatás elindítására. Elődje a Villamos Műszertechnikai Kutatási Bizottság volt. Az induló létszáma mintegy 50 fő. Első vezetője a lengyel hadseregből Magyarországra menekült híradós tiszt, az Orion mérnöke, Tyczynszki Zsigmond volt. 1951-ben az igazgatója Ács Ernő.
Az Intézet munkájának első szakaszában két különálló laboratóriumban végezte kutatásait, melyek a főleg érintett két gyárnak, az EKM-nek, és az EMG-nek a közelében voltak.

## Az Intézet feladata
Kezdetben az intézet fő feladata az akkor még gyenge fejlesztési osztályokkal rendelkező műszeripari vállalatok részére új gyártmányok kifejlesztése volt. Így a tudományos kutatásokra ekkor még nem volt lehetőség.
Később a fejlődő hazai iparnak egyre több, és jobb műszerre volt szüksége. A MIKI is részt vállalt ezekben a fejlesztésekben. Új gyártmánycsaládokat fejlesztettek ki. Ezek a nagyüzemek által iparilag gyártható, összefüggő fejlesztések olyan kezdeti eredményeket jelentettek, hogy az Intézet két főosztályvezetője Tyczynszki Zsigmond  és Boromisza Gyula 1956-ban megosztva Kossuth-díj kitüntetést kapott.
A hazai műszergyárak fokozatosan növelték saját gyártmányfejlesztésüket, így az Intézet egyre inkább a hosszú távú fejlesztési feladatokkal foglalkozhatott. A műszergyártás hagyományos területét képviselő elektromechanikus műszerek fejlesztésében végzett kiemelkedő tevékenységet. Az első ilyen sikeres termék az EKM részére kifejlesztett M-26 típusú feszítettszálas fénymutatós galvanométer.

## Az Intézet fejlesztése
Az intézet alapítása után az EMG Újpest, Erzsébet u. 2. sz. alatti telephelyén, valamint az Orion Rádiógyár Műszer osztályán, a Váci u 99-ben nyert elhelyezést. A tudományos, gazdasági és adminisztratív irányítás külön elhelyezett központban történt.
1955-ben új épületet kapott az Intézet, a XIII. kerület Véső u. 3. szám alatt, mely alkalmas volt mindhárom részleg befogadására. Az összeköltözés lehetővé tette a munkák jobb megszervezését. Az Intézet létrehozta mintagyártást végző központi műhelyét, az alkatrészek- és készülékek klíma vizsgálatát végző osztályait. 1962-től ezen osztályok egy műszaki főosztályban kerültek összevonásra, mely mellett megszervezték az elektronika- és automatika főosztályokat. Az Intézet létszáma 25 év alatt kereken 700 főre növekedett. Az Intézet megkezdte új központi létesítményének megépítését a Budapest, XII. kerület Pethényi út 5-7 szám alatt.

## Nemzetközi együttműködése
Az Intézet megjelent a belföldi, a külföldi tudományos- és kereskedelmi rendezvényeken. A nemzetközi együttműködés keretében a KGST egy-egy szakterületének fő szervezeteként szerepelt. Szoros együttműködést alakítottak ki a szovjet, NDK, lengyel kutatóintézetekkel és vállalatokkal. Tevékeny szerepet vállaltak több nemzetközi fórum munkájában is. Így a Nemzetközi Automatika Szövetségben (IFAC), a Nemzetközi Elektrotechnikai Bizottságban (IEC), a Nemzetközi Mérés- és Műszertechnikai Konferencia Szervezetében (IMEKO) is.

## Fő kutatás-fejlesztési irányok
- Kis és nagyfrekvenciás mérőberendezések analóg és digitális technikával
- Mérésadatgyűjtő rendszerek
- Gáz és tűzveszély jelző berendezések
- Technológiai készülékek és ellenőrző műszerek
- Célműszerek, különleges mérőberendezések
- Számítógép-program fejlesztési (szoftver) munkák
- Telemechanikai rendszerek

## Utóélete
Az intézet neve később MIKI Méréstechnikai Fejlesztő Vállalatra változott. A Pethényi úti  épületben jelenleg a Takarékbank központja található.